# Bartosz Węglarczyk
Bartosz Węglarczyk (ur. 4 stycznia 1971 w Warszawie) – polski dziennikarz, dyrektor programowy i redaktor naczelny portalu Onet.pl.

## Życiorys
Pochodzi z polsko-żydowskiej rodziny. Ukończył XXXIV Liceum Ogólnokształcące im. gen. Karola Świerczewskiego w Warszawie (matura w 1989). Absolwent Wydziału Dziennikarstwa i Nauk Politycznych Uniwersytetu Warszawskiego.
Od 1989 do 2011 był dziennikarzem „Gazety Wyborczej”, w której pełnił przez wiele lat funkcję szefa działu zagranicznego. W latach 90. był korespondentem „Gazety Wyborczej” w Moskwie i w Brukseli, a w latach 1998–2004 w Waszyngtonie. Za artykuł „Przez pięć kręgów” opisujący kampanię w USA na rzecz wejścia Polski do NATO został nagrodzony przez Stowarzyszenie Dziennikarzy Polskich Nagrodą im. Kazimierza Dziewanowskiego (1999).
Od września 2008 do kwietnia 2016 wraz z Kingą Rusin prowadził weekendowe wydania porannego programu Dzień Dobry TVN. Był jednym z ekspertów w programie Milionerzy. W 2010 roku razem z Joanną Krupą poprowadził finał programu Top Model. Zostań modelką. 
Od 3 września do 22 listopada 2012 współprowadził poranną audycję Zwolnienie z WF-u w Esce Rock. We wtorki z Kubą Wojewódzkim, a w piątki z Agnieszką Szulim.
W latach 2012–2013 był redaktorem naczelnym miesięcznika „Sukces”, należącego do Presspubliki. W latach 2013–2016 był zastępcą redaktora naczelnego w dzienniku „Rzeczpospolita”. Prowadził programy Świat według Węglarczyka oraz Słoń a sprawa polska w Superstacji. Od stycznia do grudnia 2014 prowadził magazyn Świat w TVN24 BiS.
W marcu 2016 został dyrektorem programowym i redaktorem naczelnym Onet.pl. W grudniu 2022 został jednocześnie również felietonistą tygodnika „Newsweek Polska”. Od 2024 roku prowadzi videocast Naczelni z Tomaszem Sekielskim na stronie portalu Onet.pl.
Gościnnie udzielił głosu jednemu ze szturmowców w polskiej wersji językowej ostatniej części sagi Gwiezdne wojny Skywalker. Odrodzenie (2019).

## Życie prywatne
Dwukrotnie rozwiedziony. W 2025 wziął ślub z Karoliną Werner.